# Franz-Eduard Krusius
Franz-Eduard Martin Theodor Krusius, född 29 juni 1912 i Berlin, död 4 maj 2012, var en finländsk läkare, specialist i invärtes medicin, klinisk kemi och isotopmedicin.
Krusius blev medicine och kirurgie doktor 1941 och var 1957–1975 överläkare vid Stengårds sjukhus centrallaboratorium. Han var en finländsk pionjär inom den kliniska kemin och laboratoriemedicinen. Han deltog från slutet av 1930-talet i de av Paavo Simola ledda forskningar, som förde bland annat till upptäckten av alfa-ketoglutarsyra, en av komponenterna i Krebs cykel, den centrala reaktionskedjan i cellens energiomsättning. Krusius övriga vetenskapliga produktion omfattade klinisk kemi, endokrinologi, invärtes medicin och laboratorieadministration.
Franz-Eduard Krusius syster var Lolo Krusius-Ahrenberg. Hans son Matti Krusius är professor i fysik.